# Kill (County Kildare)
Kill (irisch An Chill, zu deutsch „die Kirche“, auch Cill Corbáin, „Corbáns Kirche“) ist ein Dorf und eine Gemeinde im irischen County Kildare in der Nähe der Grenze zum County Dublin an der N7. Laut der Volkszählung von 2022 hat Kill 3818 Einwohner.
Der Ort besteht aus den beiden Townlands Kill West und Killhill (was früher auch der Name des ganzen Ortes war).

## Geschichte
Durch Ausgrabungen im Rahmen der Verbreiterung der N7 im Jahr 2004 wurden Beweise für einen frühe Besiedelung der Gegend gefunden, unter anderem eine Wallburg aus der späten Bronzezeit oder der frühen Eisenzeit sowie drei kreisrunde Grabhügel.
Kill ist angeblich der Bestattungsort von neun Königen der Uí Faeláin, welche später zu den O’Byrnes wurden und in Naas lebten. Der letzte von ihnen, Cerball mac Muirecáin, wurde im Jahr 909 bestattet. Am Ortsrand existieren des Weiteren noch Überreste einer Motte von John de Hereford, die vermutlich aus dem 12. Jahrhundert stammt. Außerdem wurde auf dem Kill Hill eine Kommende des Johanniterordens aus dem 13. Jahrhundert von Maurice FitzGerald, 2. Lord of Offaly gefunden, welche bis zur Reformation existierte.
Im Jahr 1775 waren in Kill Mitglieder der Whiteboys aktiv. Im Rahmen der irischen Rebellion 1798 erregte das Stoppen einer Postkutschte in Kill die Gemüter. Während des irischen Unabhängigkeitskrieges wurden am 21. August 1920 in Kill zwei Männer der Royal Irish Constabulary erschossen. Kurz darauf attackierten britische Truppen den Broughal’s Pub und darauf wiederum wurden aufgegebene Baracken der RIC niedergebrannt. Kill war generell durch eine Straße nach Dublin in einer prominenten Lage.
Das Dorf gewann die irische Entente Florale 1987.

## Wirtschaft
1945 gründete Tom Roche die Castle Sand Company zum Abbau von Baustoffen, die später zur Roadstone Ltd. und wiederum später zur Cement Roadstone Holding wurde. Die lokalen Abbaugebiete und Büros der Firma wurden zu wichtigen Arbeitsgebern im Umkreis von Kill, bis sie 1982 geschlossen wurden.
1973 verlor der Pferdehändler Goffs sein Auktiongelände in Dublin, er ließ sich deshalb in Kill an der N7 nieder und gründete Goffs Kildare Paddocks mit großer Verkaufsarena und zugehörigen Stallungen. Goffs bedient nicht nur den regionalen Markt, sondern ist ein international bekannter Pferdeauktionär mit Millionenumsätzen.
Zum Ende der 1970er-Jahre wurde Kill mehr und mehr zu einem Pendlerdorf, da über 70 % der Bevölkerung täglich nach Dublin zur Arbeit pendelten.

## Bevölkerungsentwicklung
| 310     | 626 | 405 | 361 | 212 | 215 | 202 | 152 | 109 | 90 | 101 | 95 | 90 | 127 | 169 | 186 | 287 | 480 | 1268 | 1503 | 1518 | 1711 | 2246 | 2510 | 3095 | 3348 |
| Quelle: |     |     |     |     |     |     |     |     |    |     |    |    |     |     |     |     |     |      |      |      |      |      |      |      |      |

## Religion und Freizeiteinrichtungen
Im Dorf gibt es mit der katholischen Kirche St. Brigid’s und der zur Church of Ireland gehörenden St. John’s zwei Kirchen. St. John’s hat eine ungewöhnliche, von Mitgliedern der Familie Bourke (Earls of Mayo) gestifteten Orgel, bei der die Tastenfarben genau umgekehrt sind.
Im Jahr 1693 wurden die Pfarrbezirke Kill und Lyons Hill zusammengelegt. Die jetzige katholische Kirche wurde 1821 erbaut und 1973 ausgebaut. Eine Legende besagt, dass die Glocke von St. Brigid’s 1829 die erste war, die im Rahmen der Feierlichkeiten für die Katholikenemanzipation geläutet hat.
In den Jahren 1954 und 1955 wurden in Kill Niederlassungen von Muintir na Tíre und Macra na Feirme gegründet. Derzeit gibt es eine aktive Niederlassung der Irish Countrywomens Association.
Die lokale Chorgruppe „Kill Singers“ hatte in den letzten Jahren bei nationalen und internationalen Wettbewerben großen Erfolg.

## Sport
Von 1978 bis 2000 wurde in der Präsentationsarena von Goffs die Irish Masters ausgetragen. Das Einladungsturnier war das traditionsreichste professionelle Snookerturnier in Irland.
In Kill gibt es einen Club der Gaelic Athletic Association, welcher 1962 das Halbfinale der Kildare SF championships erreichte.

## Persönlichkeiten
- Percy Jocelyn (1764–1843), Bischof; lebte in Kill
- William Ponsonby (1772–1815), Generalmajor, gestorben in der Schlacht von Waterloo
- Gerard Sweetman (1908–1970), irischer Finanzminister; lebte in Kill
- Charlie McCreevy (* 1949), irischer Finanzminister und EU-Kommissar für den Binnenmarkt; besuchte die Grundschule in Kill